# Esse (Feuerstelle)

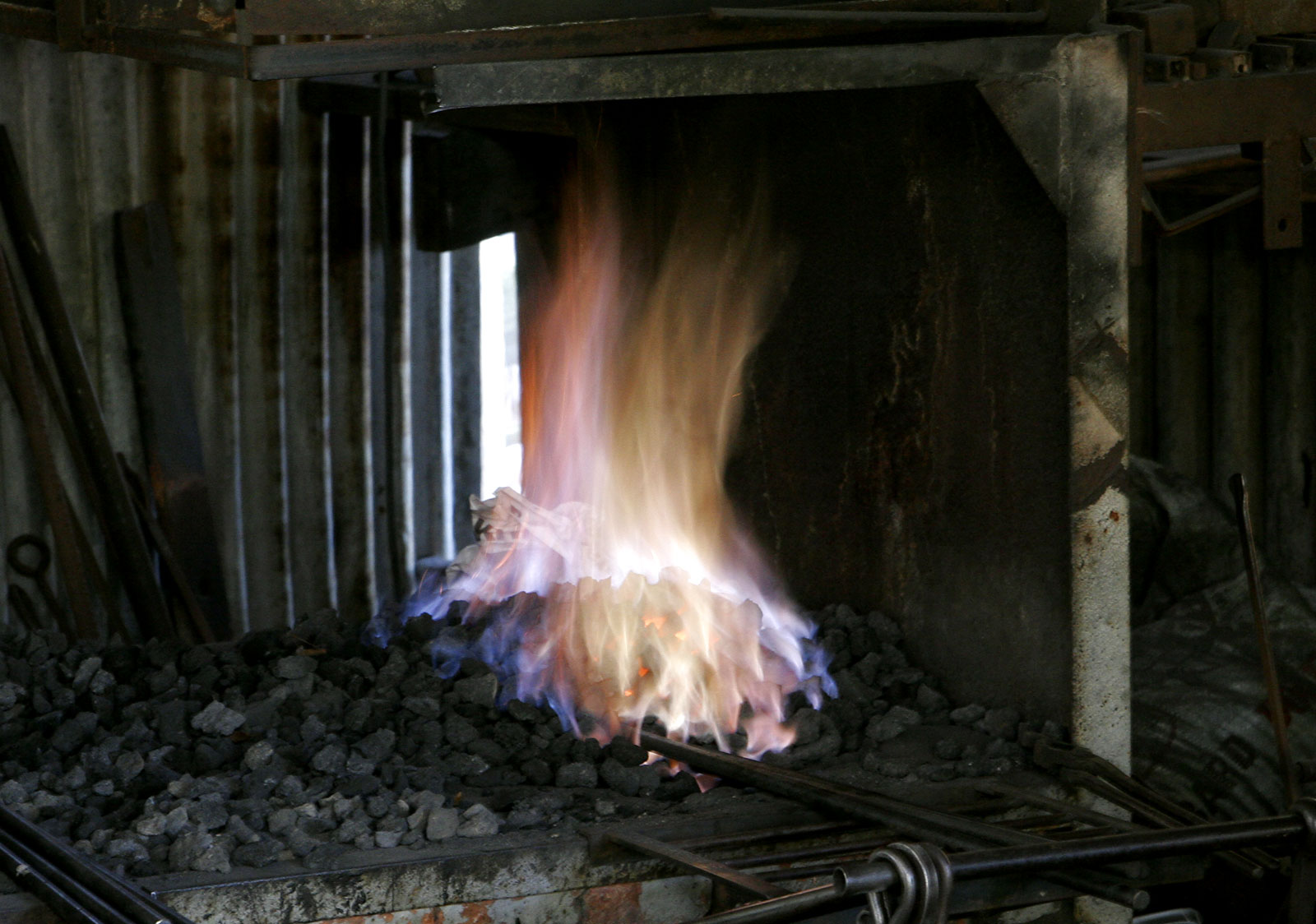
Die Esse als Schmiedefeuer

Eine Esse (ahd. essa „Herd des Metallarbeiters“) ist eine offene Feuerstelle mit Abzug und zusätzlicher Luftzuführung, die dem Erwärmen (Erhitzen) von Metallteilen beim Schmieden dient. Durch die regulierbare Zuführung von Luft bzw. Sauerstoff, die historisch mit einem manuell betätigten Blasebalg und jetzt zeitgemäß mittels elektrischen Gebläses erfolgt, wird das Schmiedefeuer auf die zum Schmieden der Metallteile je nach Umformungsverfahren erforderliche bzw. gewünschte Temperatur gebracht und gehalten. Die stationäre Esse stellt daher die wichtigste Einrichtung einer  Schmiede dar, während bei der sogenannten Feldschmiede eine mobile Esse (Feldesse) zum Einsatz kommt.
Im handwerklichen Bereich wird die Esse auch als „Schmiedefeuer“ bezeichnet. Zugleich ist im industriellen Bereich der ursprünglich aus der Tradition des Schmiedehandwerks kommende Begriff „Esse“ allgemeingültig.
Als Brennmaterial wird in der Regel Kohle, insbesondere solche mit hohen Kohlenstoffanteilen (z. B. Steinkohle, Holzkohle oder Fettkohle) verwendet. Kohlebefeuerte Essen sind entsprechend für eine Rostfeuerung ausgebildet.
Seit einigen Jahren gibt es auch Essen, die mit Propangas befeuert werden und somit auf Rauchabzugsanlagen (Schornsteine) verzichten können, nicht aber auf Entlüftung. Gasbefeuerte Essen sind jedoch meistens kostenintensiver im Betrieb als kohlenbefeuerte, zudem werden sie von den meist traditionsbewussten Schmieden oft als „nicht traditionsgerecht“ angesehen.

## Geschichte
Der Verhütung eines Feuerbrandes dienten die Anordnungen unter Pfalzgraf Karl IV. aus dem Jahr 1772 über das allabendliche Beseitigen von Spänen in den Werkstätten der Schreiner, Wagner und Bender, sowie das tägliche Löschen des Ofen- und Herdfeuers zur bestimmten Abendstunde. Nach gleichzeitigen Bauvorschriften durften keine Holzschornsteine mehr errichtet, keine hölzernen Schläuche mehr eingebaut werden, die den Rauch der Feuerstätte zum Kamin zu leiten hatten, wie es untersagt wurde, Ofenrohre zum Fenster hinauszuführen.

## Einblicke

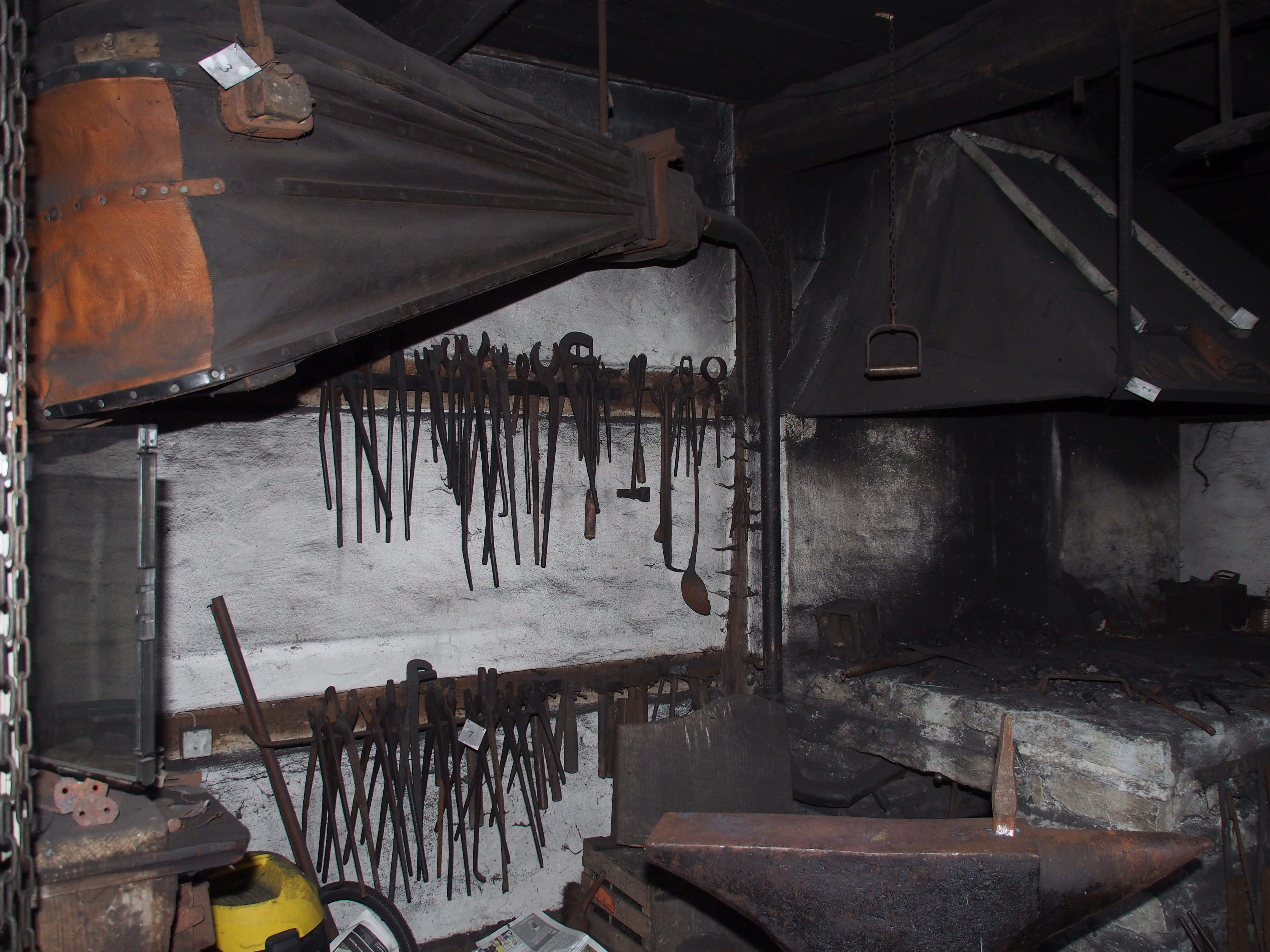
Esse mit Blasebalg in einer alten Schmiedewerkstatt
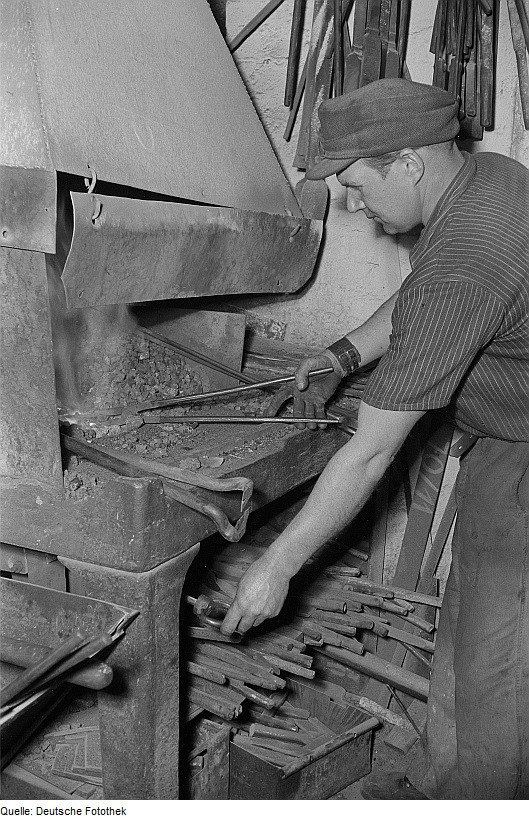
Esse als Schmiedefeuer
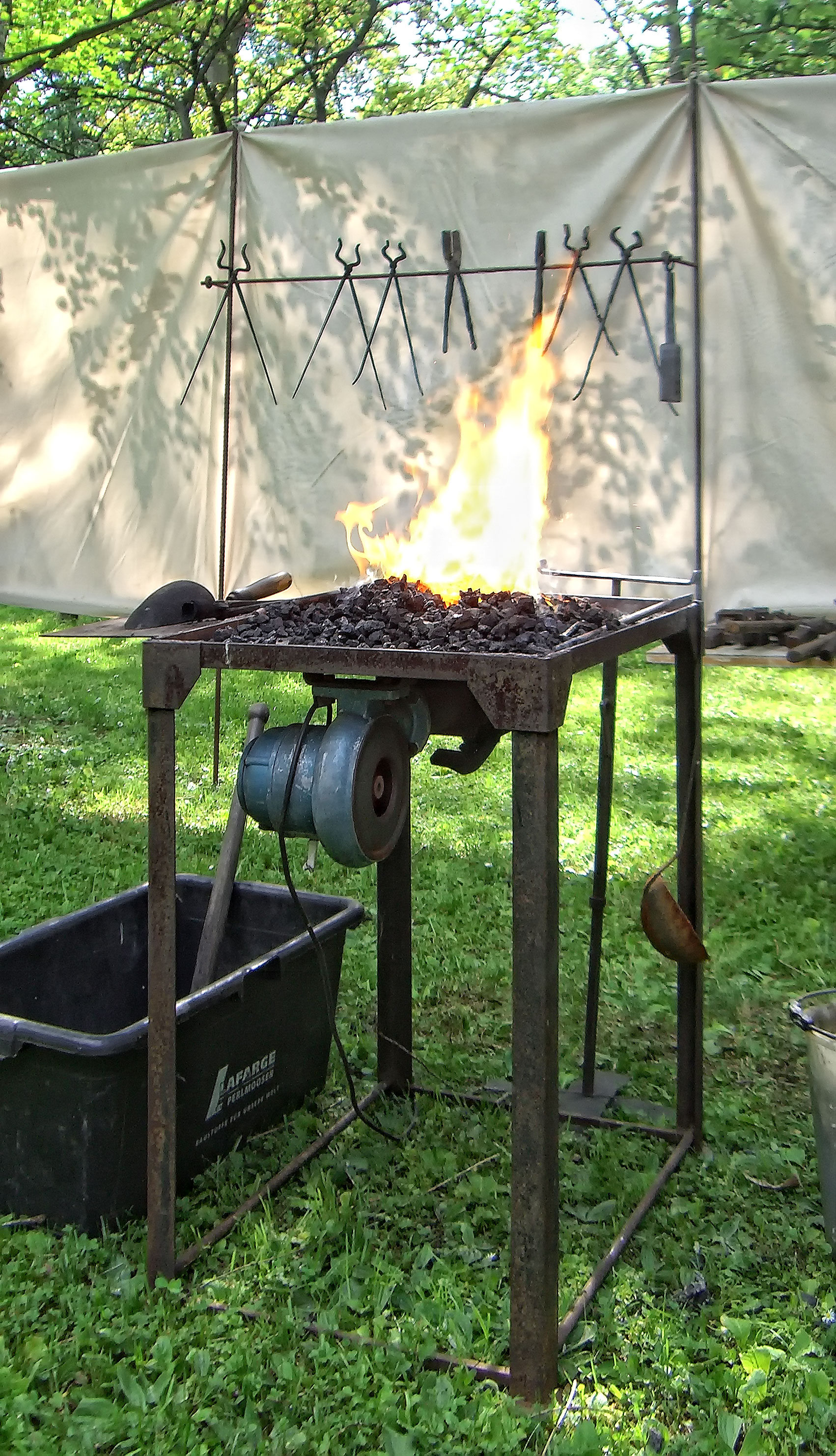
Feldesse eines Schmiedes
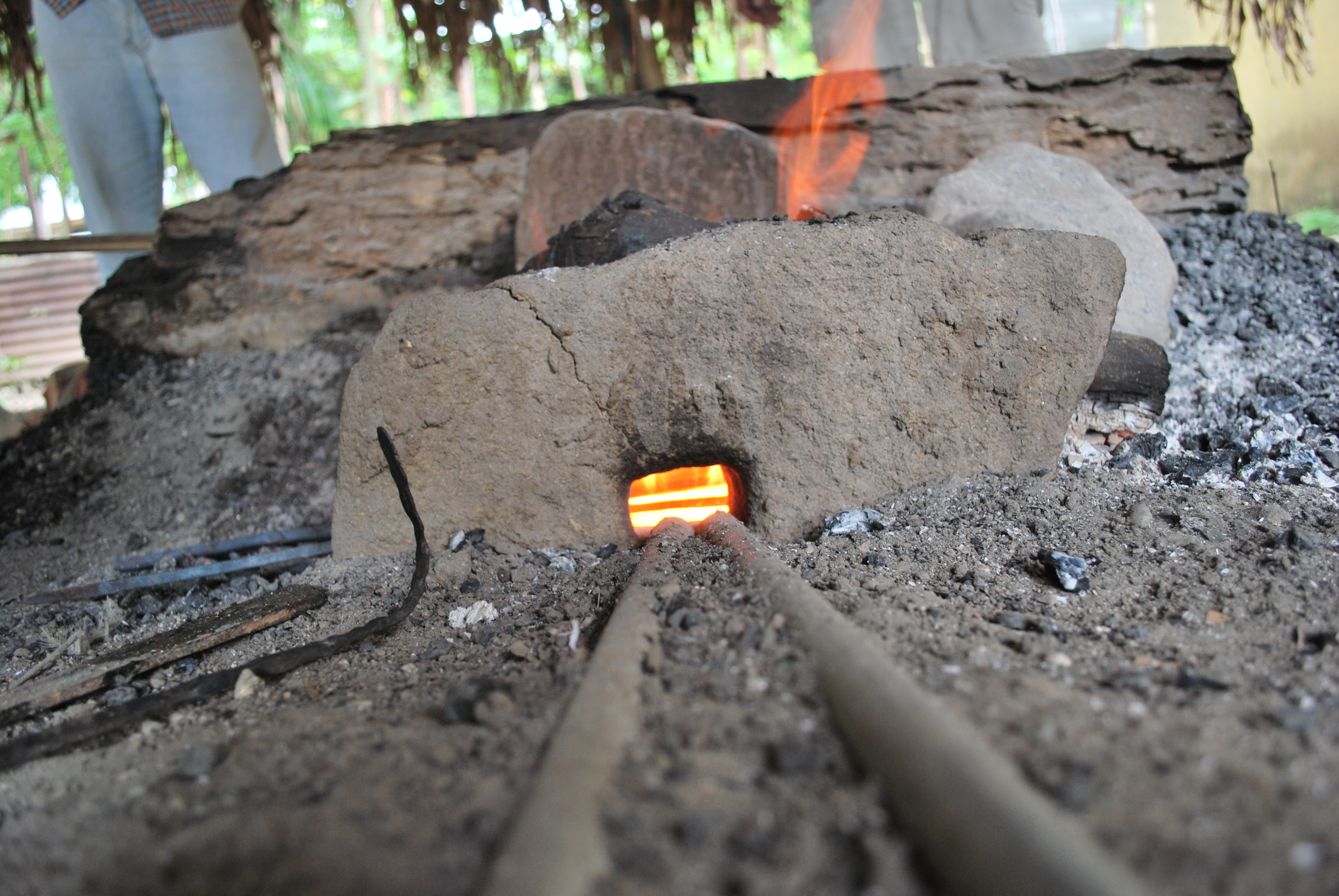
Esse eines Schmiedes in Loi-Huno (Osttimor)
Esse als redendes Wappen der Gemeinde Essingen (Württemberg)